# Arsen Balabekian
Arsen Balabekian (orm. Արսեն Բալաբեկյան; ur. 24 listopada 1986 w Erywaniu) – ormiański piłkarz grający na pozycji napastnika.

## Kariera klubowa
Profesjonalną karierę rozpoczął w Kotajk Abowian. W 2006 roku przeniósł się do Bananc Erywań, w którym występował aż przez sześć sezonów. W rozgrywkach sezonu 2012/2013 był graczem Ulis Erywań, a od lata 2013 roku reprezentuje barwy klubu Ararat Erywań.

## Kariera reprezentacyjna
W reprezentacji Armenii zadebiutował 11 lutego 2009 roku w towarzyskim meczu przeciwko Łotwie. Na boisku przebywał do 60 minuty meczu.
| Mecze i gole w reprezentacji | Mecze i gole w reprezentacji | Mecze i gole w reprezentacji | Mecze i gole w reprezentacji | Mecze i gole w reprezentacji | Mecze i gole w reprezentacji | Mecze i gole w reprezentacji |
| #                            | Data                         | Stadion                      | Rywal                        | Wynik                        | Gol                          | Rozgrywki                    |
| 2009                         | 2009                         | 2009                         | 2009                         | 2009                         | 2009                         | 2009                         |
| ---------------------------- | ---------------------------- | ---------------------------- | ---------------------------- | ---------------------------- | ---------------------------- | ---------------------------- |
| 1.                           | 11.02.2009                   | Limassol, Cypr               | Łotwa                        | 0:0                          | 0                            | towarzyski                   |

## Sukcesy
Bananc
- Puchar Armenii: 2007